# Världsutställningen 1897

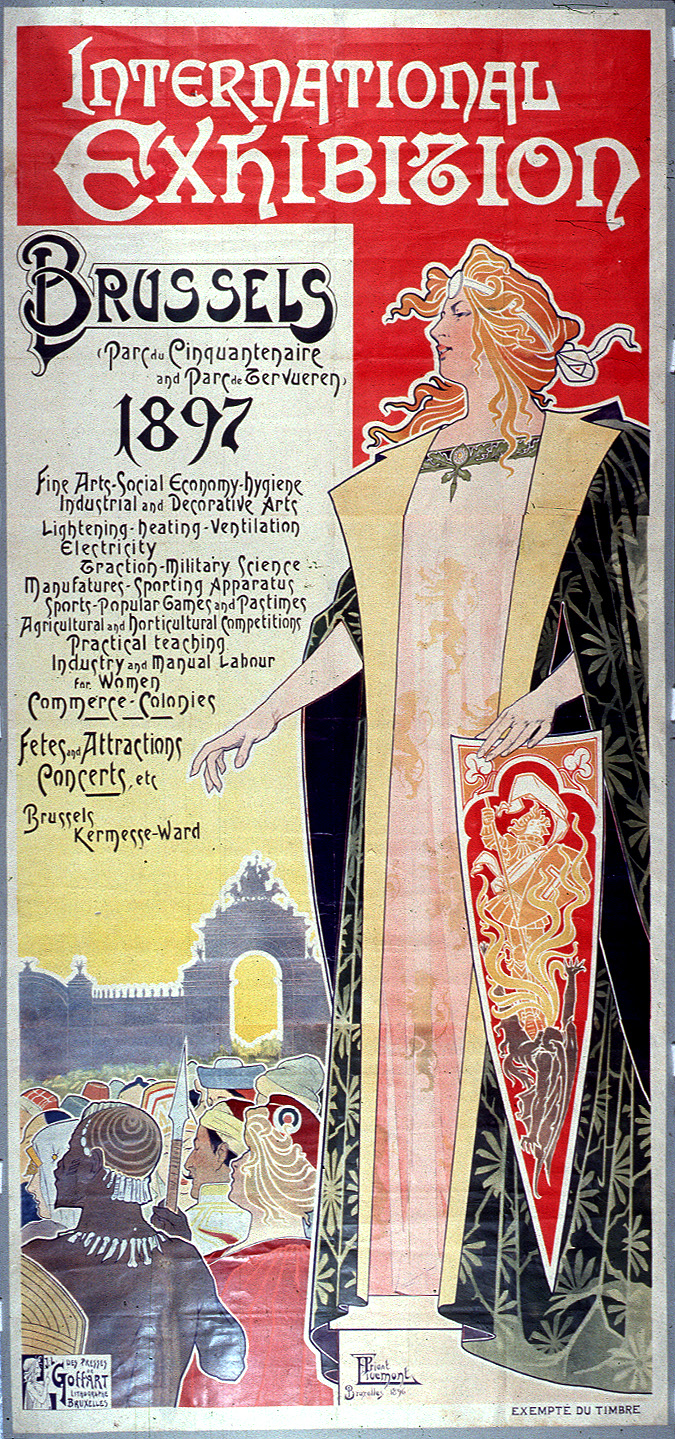
Utställningsplakat.

Världsutställningen 1897, även Wereldtentoonstelling te Brussel eller Exposition Internationale de Bruxelles, ägde rum i Bryssel i Belgien mellan maj och november 1897. Det var den 11:e världsutställning som erkändes officiellt av Bureau International des Expositions (BIE).  Tjugosju länder deltog i utställningen, och det uppskattas att besökarnas antal uppgick till 7.8 miljoner.